# 斯塔尼察-盧漢斯卡區
斯塔尼察-盧漢斯卡區（烏克蘭語：Станично-Луганський район）是位於烏克蘭中部的一個舊區，由盧甘斯克州負責管轄，首府設於斯塔尼察-盧漢斯卡，並於2020年被撤銷。
該區面積1,900平方公里，2013年人口49,870，人口密度每平方公里26.25人。
该区在2020年7月18日的乌克兰行政区划改革中被撤销，改革后盧甘斯克州下分为8个区，但只有4个区是在乌克兰政府的实际管辖下。
自2014年起本区的一些区域不在乌克兰政府的管辖下，而是在卢甘斯克人民共和国的实际控制中。这些区域后来划至其它的行政区域内。